# Liste der Kulturdenkmäler in Sankt Katharinen (Landkreis Neuwied)
In der Liste der Kulturdenkmäler in Sankt Katharinen (Landkreis Neuwied) sind alle Kulturdenkmäler in den Ortsteilen Brochenbach, Hargarten, Hilkerscheid und Notscheid der rheinland-pfälzischen Ortsgemeinde Sankt Katharinen (Landkreis Neuwied) aufgeführt. In den anderen Ortsteilen sind keine Kulturdenkmäler ausgewiesen. Grundlage ist die Denkmalliste des Landes Rheinland-Pfalz (Stand: 9. Februar 2023).

## Einzeldenkmäler
| Bezeichnung                            | Lage                                                      | Baujahr   | Beschreibung                                                                                           | Bild                           |
| -------------------------------------- | --------------------------------------------------------- | --------- | --- | ------------------------------ |
| Brochenbachsmühle                      | Brochenbach, Brochenbachstraße Lage                       |           | Fachwerkhaus, teilweise massiv                                                                         | BW                             |
| Katholische Filialkirche St. Apollonia | Hargarten, Hummelsberger Straße Lage                      | nach 1878 | kleiner neugotischer Saalbau, nach 1878                                                                | weitere Bilder Fotos hochladen |
| Wegekapelle                            | Hilkerscheid, Bahnhofstraße, bei Nr. 52 Lage              | um 1900   | Wegekapelle, kreuzgratgewölbter Putzbau, um 1900                                                       | Fotos hochladen                |
| Bildstock                              | Hilkerscheid, Barbarastraße, Ecke Notscheider Straße Lage | 1691      | Bildstock, bezeichnet 1691                                                                             | BW                             |
| Katholische Pfarrkirche St. Katharina  | Hilkerscheid, Linzer Straße 65 Lage                       | 1317–24   | ehemalige Klosterkirche; steiler sechsachsiger Putzbau, 1317–24, Seitenschiff 1912/13, Westportal 1901 | weitere Bilder Fotos hochladen |
| Quereinhaus                            | Notscheid, Hochstraße 5 Lage                              | 1701      | stattliches Fachwerk-Quereinhaus, bezeichnet 1701; Fachwerkscheune, 18. oder 19. Jahrhundert           | BW                             |
| Katholische Filialkirche Herz Jesu     | Notscheid, Hochstraße, neben Nr. 15 Lage                  | 1877/78   | kleiner neugotischer Saalbau, 1877/78                                                                  | Fotos hochladen                |
| Wegekreuz                              | Notscheid, Hochstraße, Ecke Rosenstraße Lage              | 1719      | Schaftkreuz, bezeichnet 1719                                                                           | Fotos hochladen                |